# Островок (залізнична станція)
Островóк — колишня станція Полтавської дирекції Південної залізниці. Закрита у 2017 році.
Розташований у Подільському районі міста Полтави, на межі селищ Лісок та Дублянщина, на лінії Полтава — Ромодан між станціями Полтава-Південна (1 км) та роз'їздом Кривохатки (4 км).
Колійний пост Островок відкритий у 1901 р. З'єднував станції Полтава Харково-Миколаївської залізниці і Полтава-Сортувальна Києво-Полтавської лінії Московсько-Києво-Воронезької залізниці. Після ліквідації Акціонерного товариства Московсько-Києво-Воронезької залізниці у 1918 р. увійшов до складу Південних залізниць. До посту примикав двоколійний перегін до станції Полтава-Південна і два одноколійні перегони до станції Свинківка та роз'їзду Кривохатки.
Колійний пост ліквідований, ймовірно, у 1970-1980 рр. при розширенні станції Полтава-Південна. На даний час на місці колишнього посту — північна горловина цієї станції. Поруч знаходиться ряд залізничних підприємств та підрозділів: відбудовний поїзд, локомотивне депо (ТЧ-5), моторвагонне депо (РПЧ-2), Південне будівельно-монтажне експлуатаційне управління (БМЕУ-685).
Недалеко від місця колишнього посту знаходиться зупинний пункт Платформа 336 км, на якій зупиняються приміські поїзди сполученням Полтава-Південна — Гребінка і Полтава-Південна — Ромодан.